# Мурмури
Мурмури́ (перс. مورمورئ‎) — небольшой город на западе Ирана, в провинции Илам. Входит в состав шахрестана Абданан.
На 2006 год население составляло 3 491 человека.

## География
Город находится на юго-востоке Илама, в горной местности западного Загроса, на высоте 444 метров над уровнем моря.
Мурмури расположен на расстоянии приблизительно 150 километров к юго-востоку от Илама, административного центра провинции и на расстоянии 465 километров к юго-западу от Тегерана, столицы страны.